# 624 Hektor
624 Hektor eller 1907 XM  är den största av Jupiters trojanska asteroider. Den upptäcktes 1907 av den tyske astronomen August Kopff i Heidelberg.
Hektor är mörk och rödaktig till färgen. Den ligger i Jupiters lagrangepunkt L4, eller det grekiska lägret efter en av sidorna i det trojanska kriget. Trots detta så är Hektor uppkallad efter en trojansk hjälte, och är en av två "felplacerade" asteroider eftersom överenskommelsen om hur denna typ av asteroider skulle namnges tillkom efter att Hektor fick sitt namn. Den andra felplacerade trojanen är 617 Patroclus i det trojanska lägret.
Den tillhör och har givit namn åt asteroidgruppen Hektor.

## Dubbelasteroid och måne
Hektor är en av de mest avlånga objekten i sin storleksklass i solsystemet: 370 × 200 km. Man tror att Hektor kan vara sammansatt av två asteroider som är i fysisk kontakt med varandra, likt 216 Kleopatra. Rymdteleskopet Hubbles observationer av Hektor 1993 kunde inte påvisa detta på grund av teleskopets begränsningar. Den 17 juli 2006 kunde Keck-observatoriet bekräfta att Hektor var sammansatt av två asteroider som hade kontakt med varandra. Dessutom kunde man också påvisa en måne som 2017 fick namnet Skamandrios. 617 Patroclus, en annan större trojan i L5-punkten är sammansatt av två objekt av jämförbar storlek som går i omloppsbana runt varandra.